# Tzar: The Burden of the Crown
Tzar: The Burden of the Crown est un jeu vidéo de guerre et de stratégie en temps réel développé par Haemimont Games et publié par Take-Two Interactive en 2000 sur PC. Il se déroule dans un univers médiéval-fantastique.
Le jeu d’origine ne propose (en plus d’un court didacticiel) qu’une seule campagne : The Burden of the Crown (« le fardeau de la couronne »). Le jeu ayant connu un succès particulier en Espagne, une extension a été publiée par FX Interactive (en) en Espagne et en Italie, portant le nom Excalibur et le roi Arthur, et proposant 4 nouvelles campagnes (traduites en anglais par des adeptes du jeu). Le jeu est par ailleurs depuis le départ accompagné de logiciels permettant de construire ses propres cartes et campagnes.
Le jeu ayant sa petite communauté d’adeptes, il est possible d’y jouer en ligne dans un navigateur web (dans une version développée par des adeptes) ou encore via GameRanger. Une série de mods et campagnes non officiels sont disponibles. Sa musique peut être librement écoutée sur YouTube.

## Développement et publication
Tzar a été développé par le studio bulgare Haemimont Games. Il est publié par Take-Two Interactive (sous le label TalonSoft aux États-Unis) sur PC en mars 2000,. 

## Contenu et fonctionnalités

### Système de jeu

#### Les ouvriers et les infrastructures
Comme dans la plupart des jeux de stratégie en temps réel, chaque joueur doit gérer des ressources (bois, pierre, or et nourriture) afin de fabriquer les infrastructures qui lui permettent de créer des unités militaires et de développer des technologies. Chaque faction dispose d’une structure principale, le château, qui permet de produire des ouvriers, d’abriter des unités et de développer des technologies comme l’architecture ou l’apprentissage. Les ouvriers sont de piètres combattants mais sont les seuls à pouvoir effectuer de nombreuses tâches essentielles : production de nourriture (agriculture, élevage), collecte de ressources, construction ou réparation de bâtiments, capture de bâtiments ennemis ou même corruption d’unités ennemies. 
Trois factions sont disponibles dans le jeu : les Arabes, les Asiatiques et les Européens. Elles sont dotées d’infrastructures en grande partie similaires, qui remplissent les mêmes fonctions mais possèdent des graphismes différents et reflètent les caractéristiques culturelles et religieuses de chaque civilisation. De la même manière, elles s’appuient sur des technologies comparables, avec néanmoins quelques technologies spécifiques à chaque faction. Elles se distinguent notamment dans le domaine agricole : les Européens peuvent ainsi produire de la nourriture grâce à l’élevage et à l’agriculture alors que les Arabes ne connaissent pas l’élevage mais peuvent voler les vaches de leurs adversaires. Les Asiatiques disposent également de ces deux moyens de production, mais peuvent en plus améliorer leurs champs grâce à des technologies d’irrigation. 
Les unités peuvent être mises en garnison dans les châteaux ainsi que dans des forts, ce qui leur permet de regagner leurs points de santé. Il est possible de construire des murs, des portes et des tours pour se défendre, ces dernières tirant des flèches sur les unités ennemies à proximité. Des ports peuvent être construits en bord de mer afin de construire des bateaux de pêche ou des navires militaires, ces derniers permettant également de transporter des unités. D’autres bâtiments sont disponibles : la caserne, l’écurie, la forge, la taverne, l’église, l’école de magie, la maison, la ferme, la scierie… 
Un même joueur peut contrôler plusieurs civilisations à la fois, notamment grâce à la possibilité de capturer des bâtiments ou de corrompre des unités ennemies. Les technologies développées pour une civilisation ne comptent pas pour les autres civilisations du même joueur : les arbres de technologies, même s’ils comportent certaines technologies en commun, sont complètement indépendants. 

#### Les unités de combat
Sur le plan militaire, les trois factions disposent des mêmes catégories d’unités militaires dont de l’infanterie, de la cavalerie et des archers. Leurs caractéristiques de combat et leurs coûts varient cependant en fonction de la civilisation et chacune d’elles possède donc des points forts et des points faibles dans certains domaines. En plus de ces unités de base, les trois civilisations disposent de machines de guerre, comme les balistes ou les catapultes, qui coûtent cher en ressources mais ont un effet dévastateur. Elles peuvent également faire appel à des unités spéciales comme les espions, les prêtres et les magiciens : les espions ont la capacité de se faire passer pour une unité ennemie, les prêtres peuvent guérir les unités et améliorer leurs capacités de combat et les magiciens disposent de sorts offensifs et d’invocations. Les invocations disponibles dépendent de la civilisation du magicien : les Asiatiques peuvent ainsi invoquer des dragons, les Arabes des tapis volants et des djinns, et les Européens des chauves-souris et des golems.
Pour refléter l’influence de leur religion respective, les Arabes et les Européens ont de plus la possibilité de se lancer dans une guerre sainte avec le djihad pour les premiers et la croisade pour les seconds. Le djihad permet aux Arabes de transformer leurs ouvriers en guerriers fanatiques alors que la croisade permet aux Européens de lever immédiatement et gratuitement une armée de puissants croisés. Ces guerres saintes n’ont pas d’équivalent chez les Asiatiques mais leurs ouvriers ont l’avantage de pouvoir combattre grâce à leur maitrise des arts martiaux.
Le jeu offre la possibilité de faire évoluer les unités : avec les technologies appropriées, les unités peuvent en effet gagner de l’expérience en s’entrainant sur des mannequins ou en combattant, et ainsi voir leur compétence au combat progresser. Il est par ailleurs possible de recruter, par le biais des tavernes, des mercenaires expérimentés ainsi que des héros qui permettent aux troupes de bénéficier de bonus. Les cartes peuvent également comporter un ou plusieurs portails magiques qui permettent à celui qui les contrôlent de recruter des unités spéciales, nains, orcs, fantômes et squelettes, à un prix intéressant.

#### Une part de jeu de rôle
Tzar comporte un certain nombre de fonctionnalités qui le rapprochent du jeu de rôle. Il en est ainsi des possibilités des unités de gagner de l’expérience et de ramasser des objets leur permettant d’augmenter leurs statistiques ou de lancer des sorts de magie parfois très puissants. L’expérience gagnée par les héros dans les campagnes est conservée au fil des missions, ce qui permet d’en faire facilement des unités de combat extrêmement puissantes pour toute la campagne.
Dans les campagnes, le jeu est fréquemment mis en pause pour afficher des dialogues entre unités (principalement les héros). Le joueur est parfois amené à choisir une réplique ou une autre, qui détermine ses objectifs ou ses récompenses dans une partie. Cette fonctionnalité est cependant peu exploitée dans les campagnes officielles. Les circonstances dans lesquelles une mission a été réussie peuvent amener la campagne à se poursuivre dans un scénario plutôt qu’un autre.
Le moteur du jeu fait ainsi preuve d’une certaine originalité par rapport à d’autres jeux du même genre.[réf. nécessaire]

### Campagne principale
La campagne principale, nommée « The Burden of the Crown », ne fait intervenir que les Européens, sauf dans les derniers scénarios.
Sartor, fils du roi Roan, a été confié à des paysans après que son père a été assassiné par un usurpateur : Borgh. Après avoir pris le pouvoir et surmonté toute opposition à son accession au trône, celui-ci se met à la recherche de Sartor afin de le supprimer. Sartor est sauvé par le magicien Ghiron, ancien serviteur du roi Roan, qui le mène à Woolin, un piquier, ancien conseiller du roi. Sartor découvre alors son ascendance royale et accepte la mission qui lui est confiée : reconquérir le trône de son père. Pour accomplir sa quête, il doit endosser une armure de croisé, remporter des batailles épiques, s'allier avec les trois grandes civilisations du monde (les Arabes, les Asiatiques et les Européens), et finalement vaincre son rival dans le dernier des combats.

### Divers
Le jeu est fourni avec un éditeur de cartes et un éditeur de campagnes, qui permettent d’exploiter toutes les fonctionnalités du moteur.
Des codes de triche permettent d’avancer dans le jeu facilement.
Le jeu offre un mode campagne solo, mais peut aussi être joué en mode scénario, éventuellement en multijoueur (notamment via GameRanger ou sur le fansite Tzared). En mode scénario, il est possible de commencer avec peu de ressources, beaucoup de ressources ou même des ressources à l’infini. Il est possible de choisir à quelle densité les objets magiques sont répartis sur la carte, si la carte est riche en ressources naturelles, si elle contient des portes magiques…
Dans les campagnes de l’extension Excalibur et le roi Arthur, les introductions de scénario ainsi que les dialogues de personnages sont accompagnés de voix (en espagnol).
Des mods et des campagnes non officiels peuvent être trouvés sur le site Mod DB.

## Critiques
(janvier 2023).
| Tzar: The Burden of the Crown |      |       |
| Média                         | Pays | Notes |
| Computer Gaming World         | US   | 3,5/5 |
| Cyber Stratège                | FR   | 4/5   |
| GameSpot                      | US   | 64 %  |
| Gen4                          | FR   | 5/6   |
| Jeuxvideo.com                 | FR   | 15/20 |
| Joystick                      | FR   | 64 %  |
| PC Zone                       | GB   | 65 %  |

À sa sortie, Tzar: The Burden of the Crown fait l’objet d’une critique plutôt positive du journaliste Tom Chick dans le magazine Computer Gaming World qui le décrit comme un mélange « ambitieux » et « en grande partie réussi » de Warcraft et Age of Empires, avec le niveau de détail de Seven Kingdoms, mais auquel il manque l’atmosphère du premier, l’interface accessible du second et le délicat équilibre du dernier. Concernant sa trame, il souligne en effet son ambition de combiner réalisme historique et fantasy, mais juge que le résultat est trop « artificiel » pour être convaincant. Concernant le gameplay, il salue d’abord l’originalité de son arbre technologique qui, en obligeant le joueur à choisir une voie, ajoute une certaine variété au jeu tout en le différenciant de ses concurrents. Il ajoute que sa plus grande réussite est de réussir à concilier la gestion d’une grande armée avec celle de personnages qui gagnent de l’expérience et disposent d’un inventaire, qui lui permet d’offrir des batailles épiques tout en permettant l’émergence de héros. Enfin, s’il salue son intelligence artificielle « stimulante et compétente », il déplore son interface graphique « confuse », qui le rend « difficile à prendre en main », et le manque d’organisation des unités, qui fait qu’il est difficile de tirer avantage de leurs forces et de leurs faiblesses lors des affrontements. Il conclut ainsi qu’il est « bien meilleur » que Star Trek: Armada et Star Wars: Force Commander, sorti le même mois, mais que, malgré ses qualités, il risque néanmoins d’être négligé par la plupart des joueurs.
Dans le magazine Gen4, le journaliste Stéphane Prince est encore plus enthousiaste et le considère comme « une bonne surprise », qui ne renie pas sa filiation avec d’autres jeux de stratégie en temps réel mais qui amène suffisamment d’innovations pour être plus qu’un simple clone. Parmi celles-ci, il souligne en particulier l’intérêt de son système de guilde, qui oriente durablement le choix d’une stratégie, et sa dimension jeu de rôle qui, sans être prépondérante, apporte un petit plus au jeu. Outre ces innovations, il salue également sa campagne très bien faite et dynamique, ses trois civilisations distinctes et sa grande diversité d’unités. Il regrette par contre qu’entre la gestion des villes et des armées, il soit difficile de consacrer du temps aux héros. Sur le plan technique, il le considère également comme une réussite. Il juge en effet qu’esthétiquement, le jeu est « splendide » avec ses graphismes précis, ses unités bien différenciées et ses décors riches en détails. Il fait aussi l’éloge de son interface extrêmement simple et bien conçue, même s’il déplore qu’il ne soit pas possible de choisir la formation des unités. Il conclut ainsi que le jeu est « une grande réussite », aussi bien sur le plan technique qu’en termes de gameplay.
Le journaliste de Joystick est au contraire très critique. Sur le plan technique, il le juge loin d’être comparable avec Age of Empires II avec ses graphismes mignons, mais qui manquent de finesse et d’animation, et sa musique qui « fait pitié ». Concernant son gameplay, il estime que son interface est pratique, que son intelligence artificielle est efficace et que les missions de sa seule campagne sont simples, sans être faciles. Il déplore en revanche que certaines infrastructures et améliorations soient trop chères et que ses cartes soient trop petites, ce qui ne laisse pas le temps de se développer et donc de profiter des unités les plus avancées. Il conclut ainsi que malgré quelques éléments de jeu de rôle, le jeu n’a rien d’original et se résume à « un exercice de style sans âme ».